# Сдружение на български писатели
Сдружението на български писатели е основано на 18 февруари 1994 година, за пръв председател е избран писателят фантаст Любен Дилов. Адресът на Сдружението на българските писатели е в София.
Създадено като алтернатива на Съюза на българските писатели (СБП), през 1996 година. Сдружението достига близо 200 членове, приемайки на няколко свои събрания всички значими автори, останали извън Съюза на българските писатели. Но има сравнително ограничена дейност и работи предимно с финансиране по проекти. За няколко години то ползва за офис къщата на улица „Георги Раковски“ № 136, където се помещава и музеят „П. К. Яворов“.
Отначало като свой печатен орган Сдружението издава вестник „Литературен форум“, начело на който дълго време е поетът Марин Георгиев. По-късно издава и свой бюлетин, наречен „Сдружение на български писатели“ („повече бюлетин и по-малко вестник, но и повече вестник отколкото списание“).
Сдружението на българските писатели се сдобива с по-широка популярност през 2001 г., когато номинира за генерален директор на БНР поета Иван Бориславов, а след това оттегля предложението си. Скандалът води до перманентна криза в организацията.
След 2000 г. Управителният съвет на Сдружението се състои от Михаил Неделчев (председател), Йордан Попов, Пламен Дойнов, Митко Новков и Емилия Дворянова.
На 23 юни 2003 г. на събрание в Столична библиотека са приети задгранични членове на Сдружението: Мари Врина (Франция), Дьорд Сонди (Унгария), Норберт Рандов (Германия), Войчех Галонзка (Полша) и Димитър Инкьов (Германия). Мари Врина и Дьорд Сонди лично присъстват и приемат грамотите си за членство.
Сдружението обявява годишни награди, чиито носители са Атанас Славов, Кристин Димитрова, Керана Ангелова, Мирослав Дачев, Иван Теофилов, Валери Стефанов и др.

## Председатели
- Любен Дилов (1994 – 1996)
- Иван Теофилов (1996 – 2000)
- Михаил Неделчев (2000-)[19]